# Beker van Albanië 2008/09
De Beker van Albanië 2008-09 is de 57ste editie van de Beker van Albanië. Het toernooi loopt van 24 september 2008 tot en met 13 mei 2009. De bekerwinnaar plaatst zich voor de tweede kwalificatieronde van de UEFA Europa League. In de finale versloeg KS Flamurtari Vlorë landskampioen SK Tirana met 1-2.

## Eerste voorronde
De wedstrijden werden gespeeld op 24 september 2008.
| Team 1             | Res.      | Team 2             |
| ------------------ | --------- | ------------------ |
| Groep Noord        |           |                    |
| Erzeni Shijak      | 2–1       | Olimpik Tirana     |
| Gramshi            | 3–1 (aet) | Çlirimi Fieri      |
| Albpetrol Patos    | walk-over | Egnatia Rrogozhinë |
| Iliria Fushe Krujë | walk-over | Veleçiku Koplik    |
| Groep Zuid         |           |                    |
| Tomori Berat       | 3–0       | Butrinti Sarandë   |
| Tepelena           | 4–0       | Këlcyra            |
| Vlora              | 5–1       | Domosdova Prrenjas |
| Memaliaj           | w/o       | Pojani Korçë       |

## Tweede voorronde
De wedstrijden werden gespeeld op 2 oktober 2008.
| Team 1        | Res.      | Team 2             |
| ------------- | --------- | ------------------ |
| Groep Noord   |           |                    |
| Erzeni Shijak | 0–1       | Iliria Fushe Krujë |
| Gramshi       | 1–2 (aet) | Albpetrol Patos    |
| Groep Zuid    |           |                    |
| Tomori Berat  | 6–0       | Memaliaj           |
| Tepelena      | 2–0       | Vlora              |

## Eerste ronde
- De heenwedstrijden werden gespeeld op 29 oktober 2008
- De terugwedstrijden werden gespeeld op 12 november 2008.

| Team 1                | Tot. | Team 2           | 1e wedstr. | 2e wedstr. |
| --------------------- | ---- | ---------------- | ---------- | ---------- |
| Albpetrol Patos       | 0–1  | Dinamo Tirana    | 0–1        | /          |
| Iliria Fushe Krujë    | 0–6  | Besa Kavajë      | 0–2        | 0–4        |
| Gramozi Ersekë        | 0–6  | Shkumbini Peqin  | 0–2        | 0–4        |
| Sopoti Librazhd       | 1–8  | Vllaznia         | 0–4        | 1–4        |
| Pogradeci             | 0–3  | Teuta Durrës     | 0–1        | 0–2        |
| Dajti Kamëz           | 0–8  | Apolonia Fier    | 0–3        | 0–5        |
| Luftëtari Gjirokastër | 1–3  | Kastrioti Krujë  | 1–1        | 0–2        |
| Laçi                  | 3–4  | Skënderbeu Korçë | 2–1        | 1–3        |
| Tepelena              | 1–5  | Partizani Tirana | 1–5        | /          |
| Tomori Berat          | 1–8  | Elbasani         | 1–3        | 0–5        |
| Tërbuni Pukë          | 1–2  | Tirana           | 1–1        | 0–1        |
| Naftëtari Kuçovë      | 3–9  | Flamurtari Vlorë | 1–6        | 2–3        |
| Bilisht Sporti        | 0–4  | Bylis Ballsh     | 0–1        | 0–3        |
| Turbina Cërrik        | 0–2  | Lushnja          | 0–0        | 0–2        |
| Skrapari              | 3–4  | Besëlidhja Lezhë | 2–2        | 1–2        |
| Ada Velipojë          | 1–2  | Burreli          | 1–1        | 0–1        |

## Tweede ronde
- De heenwedstrijden werden gespeeld op 3 december 2008
- De terugwedstrijden werden gespeeld op 17 december 2008.

| Team 1           | Tot. | Team 2           | 1e wedstr. | 2e wedstr. |
| ---------------- | ---- | ---------------- | ---------- | ---------- |
| Skënderbeu Korçë | 1–4  | Dinamo Tirana    | 1–0        | 0–4        |
| Kastrioti Krujë  | 1–5  | Besa Kavajë      | 1–2        | 0–3        |
| Apolonia Fier    | 0–2  | Shkumbini Peqin  | 0–0        | 0–2        |
| Teuta Durrës     | 2–3  | Vllaznia         | 1–0        | 1–3        |
| Burreli          | 0–6  | Partizani Tirana | 0–1        | 0–5        |
| Besëlidhja Lezhë | 2–4  | Elbasani         | 2–2        | 0–2        |
| Lushnja          | 1–9  | Tirana           | 1–4        | 0–5        |
| Bylis Ballsh     | 2–3  | Flamurtari Vlorë | 1–1        | 1–2        |

## Kwartfinale
- De heenwedstrijden werden gespeeld op 25 februari 2009
- De terugwedstrijden werden gespeeld op 11 maart 2009.

| Team 1          | Tot. | Team 2        | 1e wedstr. | 2e wedstr. |
| --------------- | ---- | ------------- | ---------- | ---------- |
| Vllaznia        | 3–21 | Dinamo Tirana | 1–2        | 2–01       |
| Shkumbini Peqin | 2–1  | Besa Kavajë   | 1–1        | 1–0        |
| Tirana          | 2–0  | Elbasani      | 0–0        | 2–0        |

1Dinamo Tirana werd uitgesloten van de bekercompetitie omdat zij Elis Bakaj opstelde die nog speelde voor Partizani Tirana in de beker. De uitslag van de terugwedstrijd werd omgedraaid in een 2-0-overwinning voor Vllaznia.
De uitslagen van de wedstrijden tussen Flamurtari–Partizani werden geannuleerd omdat er spelers werden opgesteld die voor andere teams speelden in de beker.
| Team 1           | Res. | Team 2           |
| ---------------- | ---- | ---------------- |
| Partizani Tirana | 0–1  | Flamurtari Vlorë |

## Halve finale
- De heenwedstrijden werden gespeeld op 15 april 2009
- De terugwedstrijden werden gespeeld op 29 april 2009.

| Team 1           | Tot. | Team 2          | 1e wedstr. | 2e wedstr. |
| ---------------- | ---- | --------------- | ---------- | ---------- |
| Vllaznia         | 0–1  | Tirana          | 0–0        | 0–1 n.v    |
| Flamurtari Vlorë | 2–1  | Shkumbini Peqin | 1–0        | 1–1        |

## Finale
|                 |             |     |                       |                                       |
| 13 mei 2009 TBA | Tirana      | 1-2 | Flamurtari Vlorë      | Niko Dovana Stadion Scheidsrechter: T |
| 13 mei 2009 TBA | Dabulla 42' |     | Mema 65' Zeqiri 90+2' | Niko Dovana Stadion Scheidsrechter: T |